# Ultra Violet & Black Scorpion
Ultra Violet & Black Scorpion (Ultra Violeta y el Escorpión Negro en Latinoamérica) es una serie de televisión de comedia de acción sobre la mayoría de edad de superhéroes estadounidense desarrollada por Leo Chu y Eric S. Garcia y creada por Dan Hernandez y Benji Samit que se emitió en Disney Channel del 3 de junio al 11 de noviembre de 2022. La serie está protagonizada por Scarlett Estevez, J.R. Villarreal, Marianna Burelli, Juan Alfonso, Brandon Rossel, Zelia Ankrum y Bryan Blanco.

## Sinopsis
La serie se centra en Violet Rodriguez, de 13 años, quien constantemente se ve opacada por su hermano Santiago Rodriguez. Un día, una máscara mágica de Luchador la elige para ser su portadora. Cuando se lo pone, Violet se convierte en una superheroína que posee supervelocidad. Necesitando una colaboración, sigue al superhéroe luchador Black Scorpion (Escorpión Negro) y descubre que él es el tío de Violet, Cruz. Como ambos conocen los secretos del otro, Cruz acepta entrenar a Violet y hacer que siga sus pasos.

## Reparto
- Scarlett Estevez como Violet Rodriguez / Ultra Violet,[1] una niña de 13 años que es elegida por una máscara mágica de Luchador que la transforma en una superheroína con supervelocidad
- J.R. Villarreal como Cruz De la Vega / Black Scorpion,[1] el tío materno de Violet y mentor de superhéroes que posee un gimnasio de lucha libre y lucha contra el crimen en secreto, donde posee superfuerza y la capacidad de teletransportarse a través de las sombras
- Marianna Burelli como Nina Rodriguez,[1] madre de Violet y hermana de Cruz, directora de la escuela secundaria Dolores Huerta
- Juan Alfonso como Juan Carlos Rodriguez,[1] el padre de Violet que es un gran fanático de la lucha libre
- Brandon Rossel como Santiago «Tiago» Rodriguez,[1] el exitoso hermano mayor de Violet
- Zelia Ankrum como Maya Miller-Martinez,[1] la mejor amiga y confidente de Violet a quien Violet le cuenta sobre la máscara y la identidad secreta
- Bryan Blanco como Luis León,[1] un monitor de pasillo antisocial en la escuela secundaria Dolores Huerta y un bloguero de chismes que quiere desenmascarar a Ultra Violet

### Recurrente
- Lorena Jorge como Catalina Rivera, consejera escolar en la escuela secundaria Dolores Huerta y el interés amoroso de Cruz, quien es secretamente el antihéroe enmascarado que cambia de fase conocido como Cascada

## Episodios
| N.º | Título                                 | Dirigido por               | Escrito por                                                                            | Fecha de emisión original | Estreno en Latinoamérica | Estreno en España    | Código de prod. | Audiencia (millones) |
| --- | -------------------------------------- | -------------------------- | -------------------------------------------------------------------------------------- | ------------------------- | ------------------------ | -------------------- | --------------- | -------------------- |
| 1   | «The Violet Behind the Ultra»          | Adam Stein y Zach Lipovsky | Historia de: Dan Hernandez y Benji Samit Guion de: Leo Chu & Eric S. Garcia            | 3 de junio de 2022        | 8 de diciembre de 2022   | 9 de enero de 2023   | 101             | 0.27                 |
| 2   | «You Like Me! You Really Like Me!»     | Alberto Belli              | Ray Lancon                                                                             | 3 de junio de 2022        | 8 de diciembre de 2022   | 10 de enero de 2023  | 102             | 0.24                 |
| 3   | «Lucha Royale»                         | Nancy Hower                | Stephen Reyes                                                                          | 10 de junio de 2022       | 15 de diciembre de 2022  | 11 de enero de 2023  | 103             | 0.21                 |
| 4   | «Sleepover Showdown»                   | Nancy Hower                | Desirée Proctor y Erica Harrell                                                        | 17 de junio de 2022       | 22 de diciembre de 2022  | 12 de enero de 2023  | 104             | —                    |
| 5   | «The Legend of the Twelve Masks»       | Joe Lynch                  | Nelson Soler                                                                           | 24 de junio de 2022       | 29 de diciembre de 2022  | 16 de enero de 2023  | 105             | 0.13                 |
| 6   | «¡Chisme! ¡Chisme! Read All About It!» | Joe Lynch                  | Zoe Kanters y Daniel Weingarten                                                        | 1 de julio de 2022        | 5 de enero de 2023       | 17 de enero de 2023  | 106             | 0.22                 |
| 7   | «Ultra Matchmaker»                     | Leslie Kolins Small        | Lisa Kyonga Parsons                                                                    | 8 de julio de 2022        | 12 de enero de 2023      | 18 de enero de 2023  | 107             | 0.14                 |
| 8   | «Ultra Violet Unmasked»                | Leslie Kolins Small        | Desirée Proctor y Erica Harrell                                                        | 15 de julio de 2022       | 19 de enero de 2023      | 19 de enero de 2023  | 108             | 0.13                 |
| 9   | «Cascada»                              | Joe Nussbaum               | Ray Lancon                                                                             | 22 de julio de 2022       | 26 de enero de 2023      | 6 de febrero de 2023 | 109             | 0.19                 |
| 10  | «Lucha Rules!»                         | Joe Nussbaum               | Desirée Proctor y Erica Harrell                                                        | 29 de julio de 2022       | 2 de febrero de 2023     | 7 de febrero de 2023 | 110             | 0.10                 |
| 11  | «Ultra Friend, Ultra Flake»            | Daniella Eisman            | Zoe Kanters y Daniel Weingarten                                                        | 7 de octubre de 2022      | 9 de febrero de 2023     | 8 de febrero de 2023 | —               | 0.10                 |
| 12  | «Forgive Me Not»                       | Daniella Eisman            | Ray Lancon                                                                             | 14 de octubre de 2022     | 16 de febrero de 2023    | 9 de febrero de 2023 | —               | —                    |
| 13  | «Highkey Anxiety»                      | Nimisha Mukerji            | Stephen Reyes                                                                          | 21 de octubre de 2022     | 23 de febrero de 2023    | 6 de marzo de 2023   | —               | —                    |
| 14  | «Luis León Won't Go Home»              | Nimisha Mukerji            | Zoe Kanters y Daniel Weingarten                                                        | 28 de octubre de 2022     | 2 de marzo de 2023       | 7 de marzo de 2023   | —               | —                    |
| 15  | «Unleash the Cape» «Cape Night»        | Marvin Lemus               | Leo Chu y Eric S. Garcia                                                               | 4 de noviembre de 2022    | 9 de marzo de 2023       | 8 de marzo de 2023   | 115             | 0.18                 |
| 16  | «Ultra Violet vs. Black Scorpion»      | Joe Nussbaum               | Nelson Soler, Lisa Kyonga Parsons, Sandra Hamada, Nathan Frizzell y Timothy K. Papciak | 11 de noviembre de 2022   | 16 de marzo de 2023      | 9 de marzo de 2023   | 116             | —                    |

## Producción
El 21 de enero de 2020, Disney Channel le dio a Ultra Violet & Blue Demon una orden piloto de reparto. Dan Hernandez y Benji Samit actúan como productores ejecutivos. Blue Demon Jr. también iba a ser productor ejecutivo. Dan Hernandez y Benji Samit sirven como escritores. El 11 de marzo de 2020 se anunció la incorporación de Juan Alfonso a la serie. También protagonizarán la serie Marianna Burelli, Brandon Rossel, Zelia Ankrum y Bryan Blanco. El primer episodio iba a ser dirigido por Alejandro Damiani. El 2 de agosto de 2021, se anunció que JR Villareal se había unido a la serie, ahora titulada Ultra Violet & Black Scorpion. Eric García y Leo Chu sirven como showrunners y productores ejecutivos adicionales. Blue Demon Jr. ya no tiene ninguna participación en la serie. La serie está filmada con una sola cámara. El 28 de abril de 2022, se anunció que la serie se estrenaría el 3 de junio de 2022. Los primeros diez episodios se lanzaron en Disney+ el 8 de junio de 2022. La serie fue filmada en Nueva Orleans. El 18 de noviembre de 2022 se informó que la serie fue cancelada después de una temporada.

## Índice de audiencia
| Temporada | Episodios | Primera emisión    | Primera emisión      | Última emisión          | Última emisión       | Promedio de espectadores (millones) |
| Temporada | Episodios | Fecha              | Audiencia (millones) | Fecha                   | Audiencia (millones) | Promedio de espectadores (millones) |
| --------- | --------- | ------------------ | -------------------- | ----------------------- | -------------------- | ----------------------------------- |
| 1         | 11        | 3 de junio de 2022 | 0.27                 | 11 de noviembre de 2022 | —                    | 0.17                                |